# Beaujeu (Ródano)
Beaujeu  é uma comuna francesa na região administrativa de Auvérnia-Ródano-Alpes, no departamento de Ródano. Estende-se por uma área de 17,85 km². Em 2010 a comuna tinha 2 187 habitantes (densidade: 122,5 hab./km²).